# TeXworks
TeXworks es un software libre distribuido bajo la licencia GPL para escribir documentos de texto. La aplicación es un entorno de edición y trabajo con TeX, LaTeX, ConTeXt y XeTeX, con un visor de PDF.
Para que TeXworks pueda funcionar es necesario haber instalado TeX previamente: TeX Live, MiKTeX o proTeXt.